# Carole Brenner
Carole Brenner est une actrice française, née le 5 août 1959 à Alger.

## Théâtre
- 1987 : Tailleur pour dames de Georges Feydeau, mise en scène de Jean Poiret
- 1988 : Léa, écrit et mis en scène par Raoul Mille
- 1989 : Existe en trois tailles, écrit et mis en scène par Michèle Bernier, Mimie Mathy et Isabelle de Botton
- 1993 : Un couple infernal, écrit et mis en scène par Isabelle Nanty
- 2007-2008 : Une femme heureuse, one-woman-show

## Filmographie

### Cinéma
- 1981 : Comment draguer toutes les filles...
- 1982 : Guy de Maupassant
- 1982 : Légitime Violence
- 1982 : Tir groupé
- 1984 : Marche à l'ombre : la vendeuse en parfumerie
- 1985 : Tranches de vie
- 1985 : Vive le fric ! : Ulla
- 1985 : Le Quatrième Pouvoir
- 1985 : Gros Dégueulasse : le client du snack
- 1986 : Twist again à Moscou
- 1988 : Envoyez les violons : Valérie
- 1988 : Quelques jours avec moi
- 1988 : Sans peur et sans reproche : Bernardine
- 1991 : Les Secrets professionnels du docteur Apfelglück : la maquilleuse
- 1991 : Une époque formidable... : la pétasse
- 1993 : Coup de jeune : Bernadette
- 1993 : Pas d'amour sans amour : la belle-sœur
- 1994 : Grosse Fatigue : la serveuse de la cafétéria
- 1996 : Fallait pas !...
- 1998 : Ça reste entre nous : Élisabeth
- 1999 : Le Schpountz : Julie
- 2000 : Meilleur Espoir féminin : la maquilleuse
- 2009 : Opération Saint-Esprit : la mère
- 2013 : Les Garçons et Guillaume, à table ! : la tante polyglotte

### Télévision
- 1981 : Gaston Lapouge : Jacquotte
- 1983 : Quelques hommes de bonne volonté
- 1984 : Des grives aux loups : Mauricette Vialhe
- 1985 : Vincente
- 1986 : Le Rire de Caïn
- 1987 : Tailleur pour dames : Pomponette
- 1989 : Manon Roland
- 1989-1991 : Un privé au soleil : Claire (6 épisodes)
- 1990 : Imogène : Geneviève Sureau (1 épisode)
- 1991 : Cas de divorce : Maître Larrieux et Louise Morel (3 épisodes)
- 1992 : Un drôle de méli-mélo
- 1995 : Police des polices (1 épisode)
- 1998 : Heureusement qu'on s'aime : l'assistante sociale
- 2001 : Le Prix de la vérité : la greffière
- 2002 : Maigret : Jeanne Chabut (1 épisode)
- 2005 : On ne prête qu'aux riches : Noémi del Pietro
- 2009 : Camping Paradis : Mme Parizot (1 épisode)